# Afrânio Peixoto

Afrânio Peixoto

Afrânio Peixoto (* 17. Dezember 1876 in Lençóis; † 12. Januar 1947 in Rio de Janeiro) war ein brasilianischer Arzt, Politiker, Literaturkritiker und Schriftsteller.
Peixoto promovierte 1897 in Medizin in Salvador da Bahia mit einer Arbeit über „Epilepsie und Kriminalität“. Ab 1907 lehrte er Gerichtsmedizin an der Universidade Federal do Rio de Janeiro. 1910 wurde er in die cadeira 7 der Academia Brasileira de Letras gewählt und war Mitgründer der Academia Brasileira de Filologia, deren cadeira 2 er besetzte. Von 1924 bis 1930 war er Abgeordneter des Bundesstaates Bahia im brasilianischen Parlament; danach arbeitete er als Dozent am Instituto Superior de Educação von Rio de Janeiro. 1935 wurde er Rektor der Universidade do Estado do Rio de Janeiro.
Er war bekannt für seine Rivalität gegenüber Carlos Chagas und vertrat, gegen ihn, die Meinung, es gäbe keine tropischen (klimatisch bedingten) Krankheiten an sich; vielmehr seien die sozialen Umstände schuld an der Verbreitung von Krankheiten.

## Schriften (Auswahl)
- Rosa mística. 1900, Drama
- Lufadasinistra. 1900, Erzählung
- A esfinge. 1911, Roman
- Maria Bonita. 1914, Roman
- Minha terra e minha gente. 1915
- Poeira da estrada. 1918
- Trovas brasileiras. 1919
- José Bonifácio, o velho e o moço. 1920, Biografie
- Fruta do mato. 1920
- Castro Alves, o poeta e o poema. 1922
- Bugrinha. 1922, Roman
- Dicionário dos Lusíadas.
- Camões e o Brasil. 1926
- Arte poética. 1925, Essay
- As razões do coração. 1925, Roman
- Uma mulher como as outras. 1928, Roman
- Históriada literatura brasileira. 1931
- História do Brasil. 1940, E-Book der 2. Auflage, São Paulo 1944
- Panorama da literatura brasileira. 1940
- Pepitas. 1942
- Obras completas. 1942, gesammelte Werke
- Obras literárias. 1944, gesammelte literarische Werke, 25 Bände
- Romances completos. 1962, gesammelte Romane (posthum herausgegeben)